# An Tóramh
An Tóramh ist eine 2024 gegründete Funeral-Doom-Band.

## Geschichte
An Tóramh entstand zu Beginn des Jahres 2024 als ein weiteres Projekt des in Minneapolis lebenden Sängers John McGovern. McGovern, der insbesondere durch Chalice of Suffering bekannt wurde, unterhält eine Reihe an unterschiedlich konzipierten Musikprojekten, wie die Gothic-Metal-Band Forever Falling, die Depressive-Black-Metal-Band Utter Failure, die Grindcore-Band Sweatpants Boner und die Slam-Death-Metal-Band Laceratory. Der Schwerpunkt seines musikalischen Schaffens liegt mit seiner bekanntesten Gruppe Chalice of Suffering und dem multinationalen Projekt Solemn Echoes im Funeral Doom und Death Doom, dem er mit An Tóramh ein weiteres Projekt anfügte. McGovern kooperierte mit dem, bis dahin weniger bekannter Multiinstrumentalisten, Anthony Copertino Jr. An Tóramh. Zu den Aufnahmen des Debüts gaben Echoes of Eternal Night Namen ihrer beiden Heimstudios Suffering Studios für den Gesang und Dark Dawn Studios für die Instrumentierung an. McGovern und der Chalice-of-Suffering-Gitarrist Will Maravelas mischten das Album in den von Maravelas geführten 14:59 Studios gemeinsam ab. Das schwedische Label Black Lion Records veröffentlichte das Debüt am 9. Mai 2025.
Die internationale Resonanz auf das Debüt des Duos fiel positiv aus. Das Album erweise sich als eine „erschütternde Erkundung von Verlust, Verzweiflung und dem Echo menschlicher Schwäche“, dabei sei jedes Stück ein Zeugnis für ein komplexes Zusammenspiel von Atmosphäre, Melodie und Härte, hieß es für das slowenische Webzine Doomed Nation. Auch für das spanische Webzine wurde das Album als eine gelungene Erkundung der Ausdrucksmöglichkeiten des Funeral Doom, das Album zeuge in den sich verändernden Verbindungen von Schichten und Texturenvon einem Prozess der Optimierung und Festigung. Entsprechend dieser Einschätzung räumte der Rezensent Sercifer ein, dass Echoes of Eternal Night auf einer allgemeinen Ebene noch Verbesserungspotential besitze, aber dennoch gelungen scheine. Er vergab 6.5 von 10 möglichen Punkten. Steel Druhm vom Webzine Angry Metal Guy vergab 3.5 von 5 Punkten und schrieb, dass Echoes of Eternal Night „ein sehr gelungenes Debüt mit Momenten von hochkarätigem Funeral Doom“ und ohne tatsächliche Ausfälle sei. Dem Duo gelänge es, das „nischenhafte Genre fesselnd und unerwartet hörenswert zu gestalten.“

## Stil
Die Musik von An Tóramh ist einem schlichten Funeral Doom, der insbesondere jenem amerikanischer Genregrößen wie Loss und Evoken entspricht, nachempfunden. Das Gitarrenspiel lehnt sich eng an das des ursprünglichen Funeral Doom an. Schweres und hartes Riffing gepaart mit einer klagend melodischen Leadgitarre, die nah und fern erklingen. Das Spiel des Keyboards dient als Abrundung, ohne das Gitarrenspiel oder den Gesang zu beeinträchtigen. Das Schlagzeug bleibt schlicht  mit einem schweren Dröhnen. McGoverns Gesang bleibt durchgehend ein besonders tiefes Growling, das an Disembowelment erinnere.

## Diskografie
- 2025: Echoes of Eternal Night (Album, Black Lion Records)